# (73461) 2002 NV51
(73461) 2002 NV51 – planetoida z pasa głównego asteroid okrążająca Słońce w ciągu 5,37 lat w średniej odległości 3,07 j.a. Odkryta 14 lipca 2002 roku.